# أدي آينيتان أو غونووسي
أوبا أدي آينيتان أوغونووسي (بالإنجليزية: Adeyeye Enitan Ogunwusi)‏، أوجا الثاني، هو ملك نيجيري، وهو الحاكم التقليدي من مملكة اليوروبا في أيل إيف، وهو يحمل لقبه منذ عام 2015.

## حياة مبكرة
بدأ تعليمه الابتدائي في حضانة سوبولا التذكارية والمدرسة الابتدائية، مجلس مقاطعة إيبادان. ثم انتقل إلى كلية لويولا المرموقة، إبادان وبعد ذلك إلى مدرسة سانت بيترز الثانوية ( إيل-إيفي)، حيث حصل على شهادة الثانوية العامة (SSCE). تخرج كمحاسب من البوليتكنيك، إبادان.

## مهنة
وهو عضو في معهد المحاسبين القانونيين بنيجيريا، وهو أيضًا فني محاسبة مساعد، أوبا أوجونوسوسي عضو معتمد في معهد المديرين، وهو أيضًا عضو في المعهد العقاري العالمي حاصل على عدد من درجات الدكتوراه الفخرية: واحدة في الإدارة العامة من جامعة نيجيريا، ونسوكا وأخرى في القانون من جامعة إيبجدينيون.

## اختيار وتتويج
تم اختياره من بين العديد من الأشخاص الذين قاموا بعمل جيد، والذين كانوا أيضًا ورثة العرش في 26 أكتوبر 2015، وقد استلم موظفي مكتبه في 7 ديسمبر 2015، وقد تم وصفه بأنه «رجل أعمال بارع تقوده الحاجة إلى تحويل المستحيلات إلى إمكانيات.» أوبا أوجونوسوسي هو الزعيم الروحي لشعب اليوروبا المثقل الآن بمسؤولية تقديم الدعوات إلى الله نيابة عن قبيلته والعالم بشكل عام خلال المهرجانات السنوية مثل:أوجو.

## إنجازات
بعد وقت قصير من تتويجه، بدأت حقبة جديدة في تاريخ ولايات اليوروبا، فقد كسر الخلاف بين مؤسسي العروش التي ابتليت بها «أيل إيف» و«أويو» لعقود، وأوغونووسي هو من المدافعين عن تمكين المرأة والشباب وتحريرهم، وقد حوّل «أيل إيف» إلى منطقة سياحية، مع تغييرات شملت تجميل المدينة القديمة وإعادة تصميمها وإعادة بنائها.  أوغونووسي هو أيضا فاعل خير يتصف بالإنسانية وقد منح الدعم على مر السنين من خلال مؤسسة بيت أودودوا، ومؤخراً من خلال مبادرة الآمال على قيد الحياة.

## حياة شخصية
ولد أوبا أوغووسي في الساعة 13:00 بتوقيت جرينتش في 17 أكتوبر عام 1974م لأسرة أولروبو وورولا أوغونوسي من بيت غيسي الملكي، مجمع أغبيديبيدي في مدينة إيلي إيف.وصلاأوبا أوغونووسي هو الطفل الخامس في عائلة مكونة من سبعة أفراد.
وكان له طفله الأول والوحيد، أديبولا أنولووابو أوغونووسي (ولد في أيار/مايو 1994م).
في عام 2008م، تزوج من أديبوكولا بومباتا، التي انفصل منها في عام 2016م ليتزوج زينب أوبتيتي أوبانور ( زوجته الثانية من 2016 إلى 2017). وهو متزوج حالياً من النبي مورينكي نعومي أولواسي التي تزوجها في أكتوبر 2018م.

## وصلات خارجية
- https://www.bbc.com/news/world-africa-39724873